# David Carnegie, 4. hertug af Fife
David Charles Carnegie, 4. hertug af Fife, 13. jarl af Southesk, 4. jarl af Macduff (født 3. marts 1961 i Marylebone, London) er en skotsk adelsmand, der er i familie med det britiske kongehus.

## Kongelige slægtninge
David Carnegie er tipoldesøn af kong Edward 7. af Storbritannien, oldesøn af Princess Royal Louise af Storbritannien, hertuginde af Fife. Hans far var grandfætter til dronning Elizabeth 2. af Storbritannien og kong Harald 5. af Norge. 
David Carnegie er også en efterkommer af kong Vilhelm 4. af Storbritannien og dennes samlever Dorothy Jordan.

## Forældre og bedsteforældre
David Carnegie er den eneste søn af James Carnegie, 3. hertug af Fife (1929–2015) og den ærede Caroline Cecily Dewar (født 1934) (ældste barn af Henry Dewar, 3. baron Forteviot (1906–1993)). David Carnegie har en ældre søster.
James Carnegie var den eneste søn af Charles Carnegie, 11. jarl af Southesk (1893–1992) og prinsesse Maud af Fife (1893–1945). Prinsesse Maud var den yngste datter af Princess Royal Louise af Storbritannien, hertuginde af Fife (1867–1931) og Alexander Duff, 1. hertug af Fife (1849–1912).

## Familie
David Carnegie er gift med Caroline Anne Bunting (født 13. november 1961). Parret har tre sønner. 

## David Carnegies fars titler
I 1959 arvede David Carnegies far titlen hertug af Fife fra prinsesse Alexandra, 2. hertuginde af Fife (1891–1959). Prinsesse Alexandra var moster til David Carnegies far.
I 1992 døde David Carnegies farfar, og David Carnegies far arvede titlen jarl af Southesk.

### Hovedtitler
- 1961 – 1992: David Carnegie,  jarl af Macduff (en høflighedstitel)
- 1992 – 2015: David Carnegie, jarl af Southesk (en høflighedstitel)
- 2015 – nu: Hans Nåde David Carnegie, 4. hertug af Fife

### Andre titler
- 13. jarl af Southesk (en skotsk titel)
- 4. jarl af Macduff (en britisk titel)
- 13. Lord Carnegie af Kinnaird (en skotsk titel)
- 13. Lord Carnegie, af Kinnaird og Leuchars (en skotsk titel)
- 5. Baron Balinhard af Farnell in the County of Forfar (en britisk titel)
- 10. Carnegie Baronet (en titel fra Nova Scotia)